# Molarotto
La Isla Molarotto (en italiano: Isola Molarotto) es una pequeña isla rocosa en el archipiélago de Tavolara al sureste de Olbia, en el noreste de Cerdeña en Italia. Tiene una superficie de unas pocas decenas de metros cuadrados y una altura máxima de 51 metros sobre el nivel del mar.
Una de las tres islas que junto con Tavolara y Molara es un parque marino protegido, consiste en un afloramiento de granito de color rosa, siendo el último bastión de tierra antes del mar, las aves marinas vienen en un número suficiente para hacer con frecuencia que cambie a color blanco.